# نزف شظوي
نزف شظوي (بالإنجليزية: Splinter hemorrhage)‏ هو جلطات دموية صغيرة تميل إلى الانتقال عموديا تحت الأظافر، والنزف الشظوي ليس محددًا لأية حالة معينة ويمكن أن يكون مصحوبا بالتهاب الشغاف العدوائي تحت الحاد وتصلب الجلد، وداء الشعرينات الذئبة الحمامية الشاملة (SLE)، التهاب المفاصل الروماتويدي والأظافر الصدفية ومتلازمة أضداد الفوسفولبيد :659 والخبيثة الدموية والصدمة، في البداية عادة ما تكون بلون البرقوق ولكن بعد ذلك تصبح داكنة إلى بنية أو سوداء في غضون يومين، وفي حالات معينة (على وجه الخصوص، التهاب الشغاف العدوائي) يمكن للجلطات أن تهاجر من صمام القلب المصاب وتجد طريقها إلى أجزاء مختلفة من الجسم، وإذا حدث ذلك في الإصبع فقد يتسبب ذلك في تلف الشعيرات الدموية مما يؤدي إلى نزف شظوي.
هناك عدد من الأسباب الأخرى للنزف الشظوي يمكن أن تكون إصابة الظفر ("الصدمة") أو علامة على وجود التهاب في الأوعية الدموية في جميع أنحاء الجسم ("التهاب الأوعية الجهازية") أو يمكن أن يكون حيث تم وضع جزء من الكوليسترول في الشعيرات الدموية للإصبع، وإذا كان المريض يعاني من التهاب الشغاف المعدي فإن ما يقرب من 1 من كل 10 مرضى لديهم نزف شظوي.